# Cap de Cervera

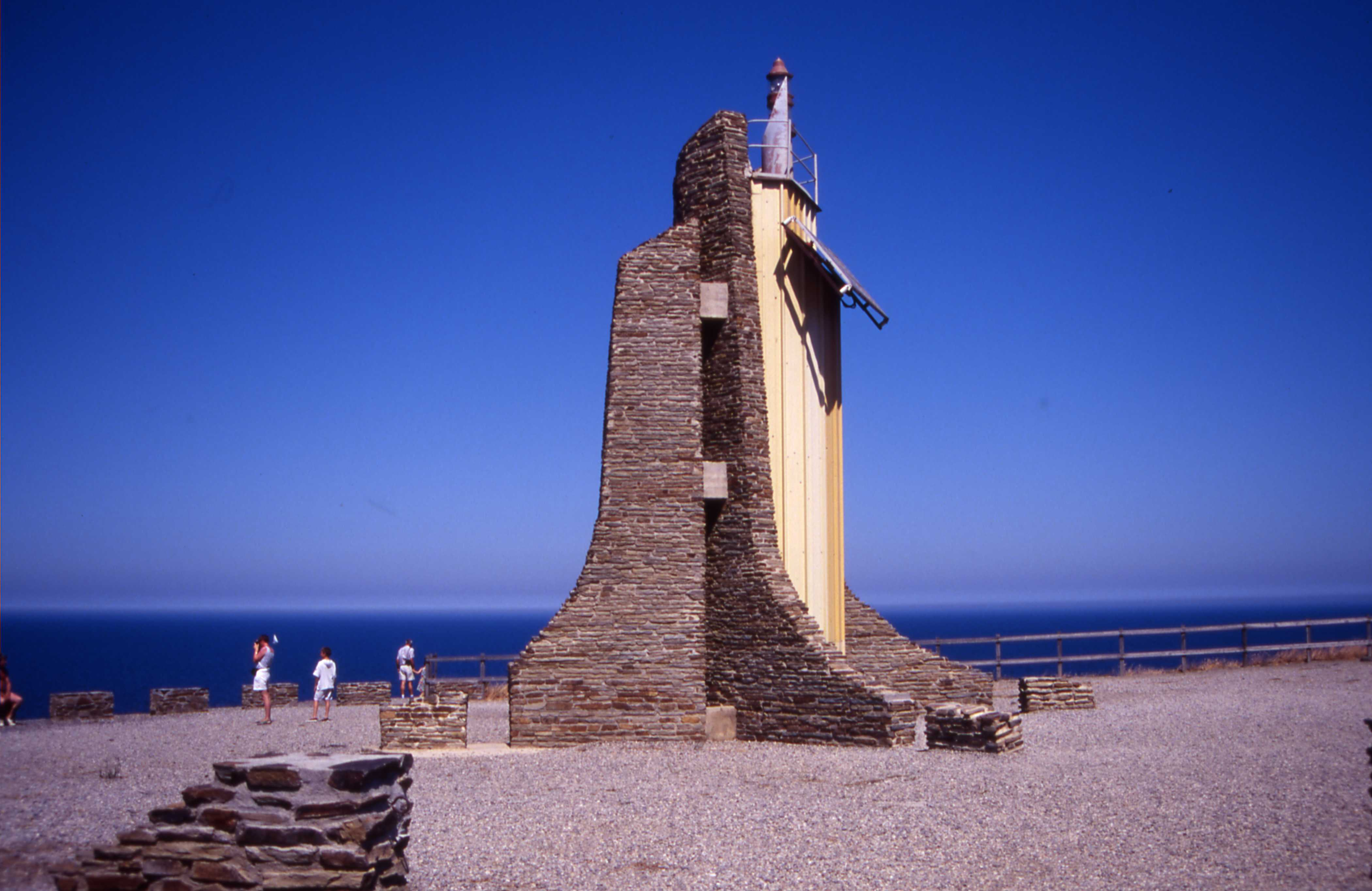
Detall del far del Cap de Cervera

El Cap de Cervera és un cap de la costa de la Marenda, en el terme comunal de Cervera de la Marenda, a la comarca del Rosselló (Catalunya Nord).
Està situat a la zona central-oriental del terme de Cervera de la Marenda. Queda a prop i a llevant del poble de Cervera de la Marenda, al costat mateix del poble.